# Tunjŏn (stacja kolejowa)
Tunjŏn (kor. 둔전역, Tunjŏn-yŏk) – stacja kolejowa w centralnej części Korei Północnej. Znajduje się w administracyjnych granicach dzielnicy Sudong (prowincja Hamgyŏng Południowy). Stanowi fragment dwóch linii kolejowych: najdłuższej w kraju, 819-kilometrowej linii P’yŏngna, łączącej Pjongjang oraz specjalną strefę ekonomiczną Rasŏn, a także linii Kowŏn T'an’gwang, łączącej Tunjŏn i stację Changdong (również w dzielnicy Sudong).